# Главиница (село)
Главиница (болг. Главиница) — село в Болгарии. Находится в Пазарджикской области, входит в общину Пазарджик. Население составляет 2454 человека.

## Политическая ситуация
В местном кметстве Главиница, в состав которого входит Главиница, должность кмета (старосты) исполняет Емануил Желев Христев (Болгарский земледельческий народный союз (БЗНС)) по результатам выборов правления кметства 2007 года.
Кмет (мэр) общины Пазарджик — Тодор Димитров Попов (независимый) по результатам выборов 2007 года в правление общины.